# 惠德比电信
惠德比电信，曾用名惠德比电话公司（英語：Whidbey Telephone Company）是美国华盛顿州的一家独立运营的私立电信公司。服务范围包括惠德比岛、罗伯茨角和帽子岛（由其子公司“Hat Island Telephone Company”提供服务）。惠德比电信从始至终都是一家独立的区域性电信公司，而不是某家大型企业的子公司、分支机构。惠德比电信所属的有线通信主干线路全部为地下线路。该公司将“为用户提供高可靠性的电信服务，即使在风暴中发生大批树木倾倒及大规模停电时也不例外”作为自己的奋斗目标。

## 历史
惠德比电信于1908年在美国华盛顿州兰里成立，早期投资人包括当地商人及农民。公司成立的目的在于为惠德比岛提供电话服务，避免外来公司控制惠德比岛上的电话业务。1920年时，惠德比岛南部的电话用户全部是惠德比电信用户。这家公司在创办之初即生意兴隆。不过二战后，大量新居民涌入并集中入网使这家小型电信公司不堪重负。1950年，该公司开始对其网络进行大幅度升级，但公司营业额开始出现亏损现象。1953年，当地商人戴维·C·亨尼（英語：David C. Henny）取得了惠德比电信的控股地位。在他的领导下，公司得以重组并重新盈利，同时完成了急需的基础设施升级。亨尼家族至今仍然控制着这家公司。
美国华盛顿州的冬季经常遭遇冬季风暴的袭击。1961年之前，惠德比电信还拥有大批架空线缆，却经常因冬季风暴带来的暴风雪及大批树木倾倒而遭到大规模破坏。有几年甚至出现过超过60%的用户无法正常使用其服务的情况。这使得惠德比电信决定将主干线缆全面地下化。1961年，惠德比电信所属的主干线缆实现100%地下化，成为美国第一家实现该技术的区域性电话公司。自此之后，惠德比电信从未出现过因基础设施损坏而导致大规模网络故障的情况。 
1994年，惠德比电信成为了美国落基山脉西部地区第一家提供互联网接入服务的区域性电信公司。2000年，大批美国的电信公司开始通过数字用户线路（DSL）提供互联网接入服务，惠德比电信也随之跟进。仅仅两年后，惠德比电信的有线网络服务便已全面使用数字用户线路（包括罗伯茨角和帽子岛）。惠德比电信提供的互联网接入服务及电话服务覆盖整个惠德比岛南部，包括：兰里、弗里兰、克林顿和绿岸的多数区域。2017年，惠德比电信在惠德比岛南部开展了“超级千兆光纤网络”工程，使得该公司成为了惠德比岛上唯一一家同时面向单位及个人的提供上下行速率均能达到千兆的互联网提供商。2019年，惠德比电信将该工程引入罗伯茨角。

## 互联网服务
1994年，惠德比电信开始在惠德比岛上提供互联网接入服务。该业务的服务范围与电话业务重合。与此同时，另一家新成立的公司“惠德比网通”（英語：WCI）开始在惠德比岛北部提供互联网接入服务，并与“通用电话电子公司”（GTE）争夺市场。随后，惠德比电信的互联网接入部门便开始进军惠德比岛北部，“惠德比网通”进军惠德比岛南部。惠德比网通的域名是“whidbey.net”，惠德比电信的域名是“whidbey.com”。（现在访问两个网址都会转到whidbeytel.com  ）最初的提供的网速是14.4 kbit/s，后来增至28.8 kbit/s。
1995年，惠德比电信收购了惠德比网通，并整合原先两者所属的网络资源。合并后，部分惠德比岛南部用户的域名仍为“.net”，尽管多数惠德比岛南部用户的域名为“.com”。直到2001年，惠德比电信的互联网接入服务部门仍同时拥有两套用户数据库，甚至于部分互联网用户同时拥有两套用户名、两套与之对应的密码。
2000年惠德比电信开始逐步为互联网用户提供数字用户线路“最后一英里”式的覆盖。2005年，惠德比电信网速已达5.5兆，同时还有512 K和2.5 M两种网速的套餐。
2009年春季，惠德比电信开始免费为互联网用户所使用的非对称数字用户线路1.0版（ADSL 1）升级为非对称数字用户线路2+版（ADSL 2+）。这将使用户的网速根据提速前原网速“提速不提价”式的分别升级至18兆、12兆、6兆。同时还因升级至第2+代非对称数字用户线路（ADSL 2+）而推出了30兆套餐。此外，对仍使用拨号上网的用户，提供了网速为3兆的优惠宽带套餐，以作为对惠德比岛南部、罗伯茨角互联网用户在2010年夏季全面取消落后的拨号上网的补偿。随着超高速数字用户线路2+版的（VDSL 2+）的普及，惠德比电信开始为用户提供50兆宽带及网络电视（IPTV）服务。
2016年，惠德比电信开始提供“光纤到户”服务，内部称之为英語：，直译：超级千兆宽带 。其可提供上下行网速均能达到千兆的宽带，同时面向个人用户及企业用户。第一位办理此项业务的用户于2016年10月成功办理。该业务最先在兰里、弗里兰、克林顿和貝維尤开展，并逐渐扩展至所有的惠德比电信宽带用户。
惠德比电信同时在公共建筑、公园、市场、渡轮等处提供免费WiFi服务。

## 电视服务
提供电视服务是惠德比电信多年来的梦想之一。2011年，惠德比电信宣布将以与康卡斯特相当的价格向客户提供有线电视服务。该服务利用微软网络电视技术（英語：Microsoft Mediaroom）通过数字用户线路（DSL）向用户提供网络电视（IPTV）服务。2013年夏天，新的“惠德比网络电视”（英語：Whidbey TV）服务隆重推出，并迅速在当地产生了很大的影响力，与其他公司提供的地面电视服务其价格十分具有竞争力的价格，具有很多本地化的服务。还拥有自有频道，制作原创节目并分享本地内容。并在2018年之前持续扩展业务。目前，覆盖范围仅限于惠德比岛南部。
2018年底，惠德比电信宣布将其电视服务战略从提供有线电视转向与Dish Network合作。这种转变是由于内容成本的急剧上升，以及社会的观看习惯从传统电视节目转向视频点播这一巨大变化。尽管这是一个艰难的决定，但它使惠德比电信能够集中精力加强对本地光纤网络的投资。该公司继续通过《惠德比电视网》（WhidbeyTV.com）免费提供由“惠德比网络电视”制作的本地视频。

## 旗下品牌重组
2004年，惠德比电信对旗下品牌进行了重组，重组后的英文名统一为开头。该计划于同年9月正式在惠德比岛博览会上公布。
- “Whidbey.NET”重组为“Whidbey Telecom Internet and Broadband”
- “Western Long Distance”重组为“Whidbey Telecom Long Distance”
- “美国报警系统公司”（American Alarm Systems, Inc.）重组为“惠德比电信联网报警系统”（Whidbey Telecom Security and Alarms）[1]

## 与所在社区关系
2012年，惠德比电信在弗里兰开设了用户体验中心，并引来了社会上较多的关注。
此外，惠德比电信开办的“惠德比电信 互联网咖啡吧”，因其融合了传统电信营业厅、咖啡厅、餐厅、会议室（能容纳100人）出租等功能而吸引了很多客户的眼球。该中心很快成为客户关注惠德比电信的焦点，因会议室利用了最先进的技术，成为了当地会议的理想场所。“惠德比电信互联网咖啡吧”在停电时依然正常提供服务，也可供人们进屋取暖。

## 服务范围及区号
通用区号：360

### 惠德比岛
惠德比岛的新用户在分配区号时按所在地分配区号，但用户跨区域移机时无需更改区号。
- 兰里 - 221
- 格林班克 - 222
- 湾景（英语：Bayview, Island County, Washington） - 321
- 服务区外的南惠德比电信号码- 321
- 弗里兰 - 331
- 克林顿社区（英语：Clinton, Washington） - 341
- 麦克斯韦顿海滩、桑迪胡克、库尔特斯湾 - 579
- 贝尔海滩，贝比岛，贝弗利海滩 - 730

### 罗伯茨角
罗伯茨角的全境区号为945。

### 格德尼岛
格德尼岛的服务由惠德比电信的下属子公司提供服务，全境区号为444。

## 外部連結
惠德比电信官网（美国英语） （页面存档备份，存于）